# 小田原市郷土文化館
小田原市郷土文化館（おだわらしきょうどぶんかかん）は、神奈川県小田原市城内の史跡小田原城跡（小田原城址公園）内にある、郷土の自然・歴史・文化に関する博物館相当施設である。

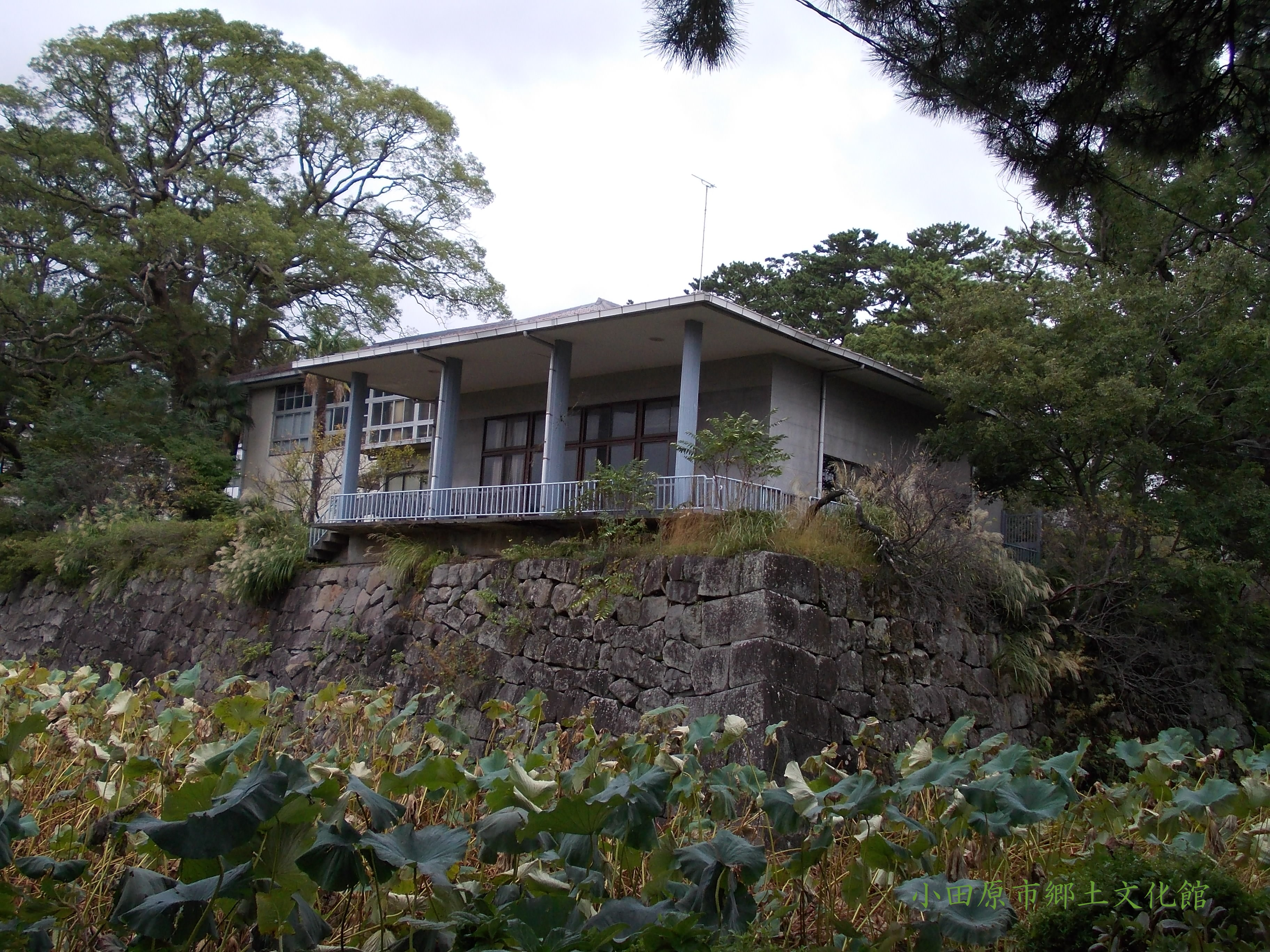
小田原市郷土文化館

## 概要
小田原市の歴史・考古・文化・民俗および自然に関する資料を、収集、保管、展示し、郷土の文化の向上に資するために、1955年（昭和30年）に旧小田原市立図書館（現：観光課事務所）を利用して設置された施設である。
1971年（昭和46年）に小田原城常盤木門内、ついで1973年（昭和48年）に現地（旧神奈川県立小田原婦人専修職業訓練校）に移転した。1960年（昭和35年）に博物館相当施設に指定されている。
基本となる常設展以外に特別展が年1回以上企画されているほか、年数回の各種講座（郷土探究会、体験学習会等）が実施されており、所属学芸員や研究者による研究報告をまとめた小田原市郷土文化館調査研究報告書が毎年刊行されている。
なお、1980年（昭和55年）に小田原市板橋にあった財団法人松永記念館の解散に伴い、その施設を引き取る形で分館　松永記念館が設置された。
詳細は松永記念館を参照。

## 運営
小田原市が直接運営している。職員は6名。
- 開館時間 午前9時 - 午後5時
- 休館日 12月29日～1月1日[2]
- 入館料 無料[3]

### 小田原市郷土文化館運営協議会
運営にあたっては、教育委員会の諮問に応じて調査審議を行う小田原市郷土文化館運営協議会が設置されており、運営に助言を与えている。
- 委員定数 10名
- 任期 2年[4]

## 施設
- 敷地面積 1,298m2
- 延床面積 1,111.58m2
- 構造 木造トタン葺 2階建一部平屋建

現在の施設は、1945年（昭和20年）に神奈川県が小田原職業紹介所として、のちに女性の社会進出を支援する婦人専修職業訓練校として建設、改修された木造2階建ての施設であり、そもそも博物館を設置する目的で建てられたものではない。よって展示や収蔵スペースには制約も多い。建物の老朽化を指摘されることが多いが、国の史跡指定地内の建築物であるため、現地に新たに施設を建築することも、大規模な改修を行うこともほぼ不可能であると考えられる。
収集・保管・展示については、同じ小田原城址公園内にある小田原城天守閣や歴史見聞館では後北条氏や小田原藩の資料を、小田原市栢山にある尊徳記念館には二宮尊徳関係の資料を、小田原市南町にある小田原文学館及び白秋童謡館には北原白秋をはじめとする小田原出身、居住の作家・文学者の資料を、それぞれ別に収集・保管・展示していることもあり、小田原市を語る上では重要と思われるこれらの展示については、手薄であるか展示自体がないこともある。

### 展示室
展示室については、その頭に展示内容を表記して『○○資料室』と呼んでいる。
- 歴史資料室 施設1階の正面入口から続く通路の突き当たり奥の位置にある資料室。入室して左に曲がれば奥の文化人資料室へ連続する。奈良時代の千代寺院跡出土瓦から後北条氏、小田原藩に至る古代から近世の小田原の歴史を知る資料が展示されている。

- 文化人資料室 歴史資料室から連続する位置にある資料室。入室して左に曲がり、奥にあるやや狭く短い通路を通じて考古資料室へと連続する。明治大正昭和期の小田原を紹介する資料が展示されている。小田原文学館及び白秋童謡館が設置されるまでは、北原白秋以下小田原ゆかりの作家・文化人に関する展示は、主にこの資料室を使って展示されていたが、その設置に伴い資料を移してしまい、文化人の資料がほとんど無くなったため、現在では近代の庶民の生活などに焦点を合わせた展示に内容が変わっている。

- 考古資料室 文化人資料室から連続する位置にある資料室。入室して左に曲がると奥に二階に上がる階段と正面入口から続く通路に出ることが出来る。市内各所から出土した縄文・弥生時代の土器や石器、久野古墳群等の古墳時代の副葬品などの考古資料が展示されている。

- 民俗資料室 施設2階、階段を昇って右側にある資料室。農具・民具等を中心とした市内の民俗資料が展示されている。室内奥には近世から近代を想定したと思われる民家が実物大で再現されている。なお、小田原はかつて漁業が盛んであったため、漁具等の民俗資料が多く収蔵されており、資料室に展示しきれずに2階通路部に展示されている。

- 自然科学資料室 施設2階、階段を昇って左側にある資料室。小田原・箱根に生息する動植物や相模湾、市内河川の魚介類の剥製・標本を中心に展示がされている。

### その他の施設
- 会議室 特別展を開催する場合にはその会場となることがある。各資料室のある館本体と会議室は、外観は一体に見えるが、直接移動することはできず、一旦正面玄関から屋外に出る必要がある。
- 図書室 施設1階部分に図書室があるが、一般には公開されていない。
- 収蔵室 施設1階・2階にそれぞれ収蔵スペースがある。これとは別に小田原市蓮正寺に民俗資料整理収蔵庫、別館松永記念館に収蔵庫がある。
- 事務室 施設1階受付奥にあり、職員が常駐する。
- 作業室 施設2階にある。

### 主な収蔵資料
小田原市には国・県指定の文化財もあるが、郷土文化館には収蔵されていない。
- 北条氏文書天正9年（虎ノ朱印文書）（1件・1枚（昭和44年）小田原市指定（古文書））
- 千代南原遺跡第IV地点1号土坑出土土器（1件・15点、（平成18年）小田原市指定（考古資料））
- 千代南原遺跡第IV地点1号土坑出土鍛冶関係遺物（1件・16点、（平成18年）小田原市指定（考古資料））
- 千代寺院跡出土瓦（1件・16点、（平成18年）小田原市指定（考古資料））
- 紙本着彩小田原城絵図豊田図（1件・1枚（昭和56年）小田原市指定（歴史資料））
- 紙本着彩小田原城絵図文政図（1件・1幅（昭和56年）小田原市指定（歴史資料））
- 田島人形（1件・22点、（平成18年）小田原市指定（民俗資料））

## 刊行物
小田原市郷土文化館研究報告書や特別展の図録を刊行している。購入には郷土文化館か松永記念館の各窓口に直接行くか、郵送を依頼することになる。郵送の場合、別に送料が掛かる。
- 小田原市郷土文化館研究報告書　毎年3月頃に刊行される郷土文化館編集の郷土研究書。以前は隔年で自然系と人文系を交互に刊行していたが、現在は統一している。研究論文の執筆陣は所属学芸員のほか小田原市他所属の学芸員、郷土史研究家等が多い。有料。

- 特別展図録　分館松永記念館で開催される特別展に併せて図録が刊行されることがある。有料。

## 沿革
- 1945年（昭和20年）12月25日　神奈川県立小田原職業紹所が建設される。
- 1955年（昭和30年）1月20日　旧小田原市立図書館施設を利用する形で小田原市郷土文化館が開館する。
- 1960年（昭和35年）3月28日　博物館法に基づく博物館相当施設に指定。
- 1969年（昭和44年）1月14日　北条氏文書天正9年（虎ノ朱印文書）が市指定文化財になる。
- 1971年（昭和46年）4月18日　小田原城常盤木門内に移設される。
- 1973年（昭和48年）7月1日　旧神奈川県立小田原婦人専修職業訓練校施設に移設される。
- 1980年（昭和55年）10月1日　郷土文化館分館　松永記念館を設置する。
- 1981年（昭和56年）3月30日　紙本着彩小田原城絵図豊田図及び文政図が市指定文化財になる。
- 1986年（昭和61年）3月25日 野崎幻庵所有の茶室・葉雨庵が移築、復元される。
- 1991年（平成3年）5月20日　茶室附属棟・烏薬亭が完成する。
- 2000年（平成12年）9月26日　老欅荘、葉雨庵が国の登録有形文化財に登録される。
- 2001年（平成13年）4月　老欅荘の整備が終わり、公開する。
- 2006年（平成18年）12月27日　千代南原遺跡第IV地点1号土坑出土土器及び鍛冶関係遺物、千代寺院跡出土瓦、田島人形が市指定文化財になる。
- 2009年（平成21年）1月18日　開館以来の入館者数が250万人を数える。

## 所在地
- 神奈川県小田原市城内7-8

## 交通
- JR線・小田急電鉄小田原線他小田原駅から徒歩10分